# Antiope (Thèbes)
Pour les articles homonymes, voir Antiope.

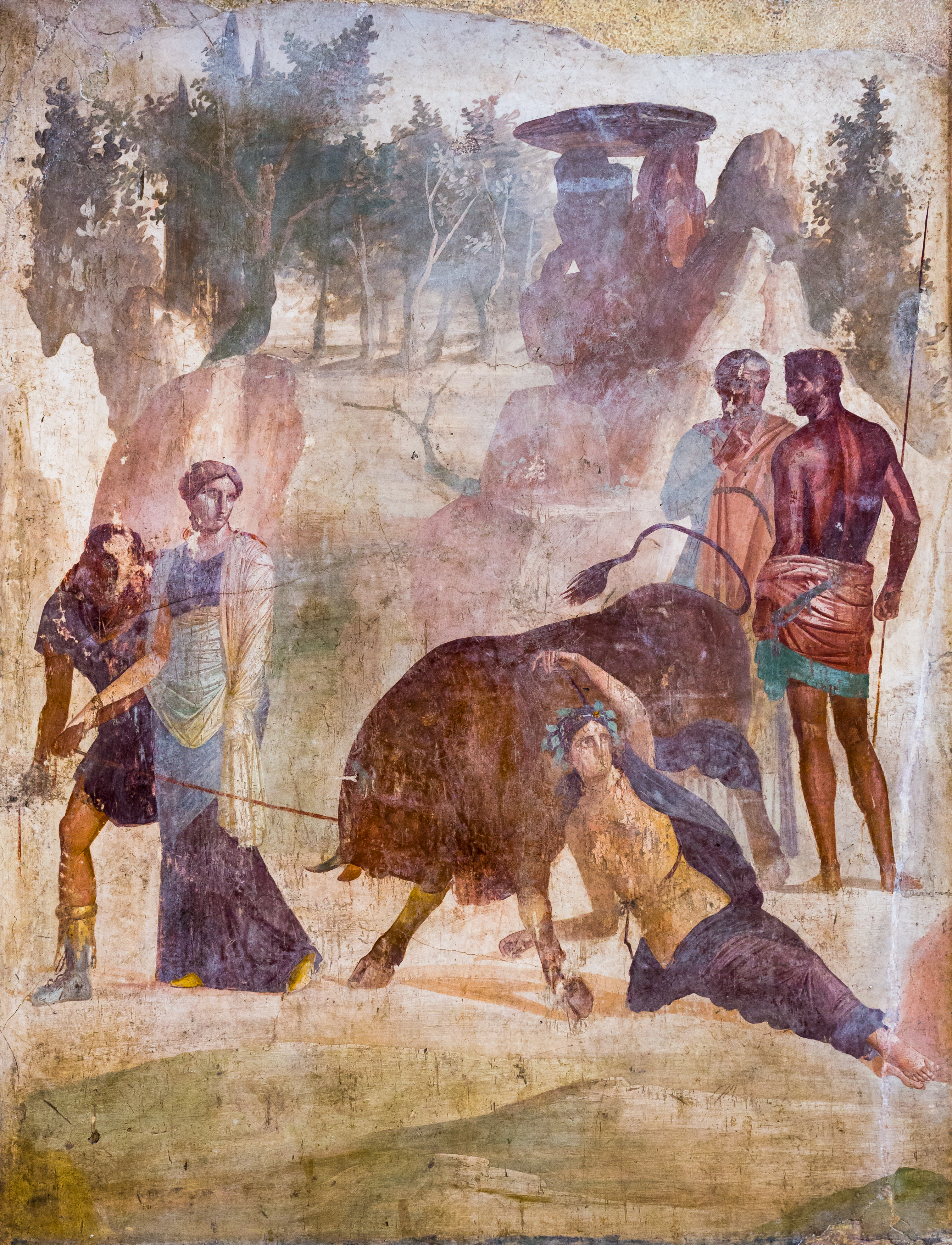
Dircé, lié aux cornes d'un taureau sauvage par Amphion et Zéthos (en présence de leur mère Antiope). Fresque antique de Pompéi.

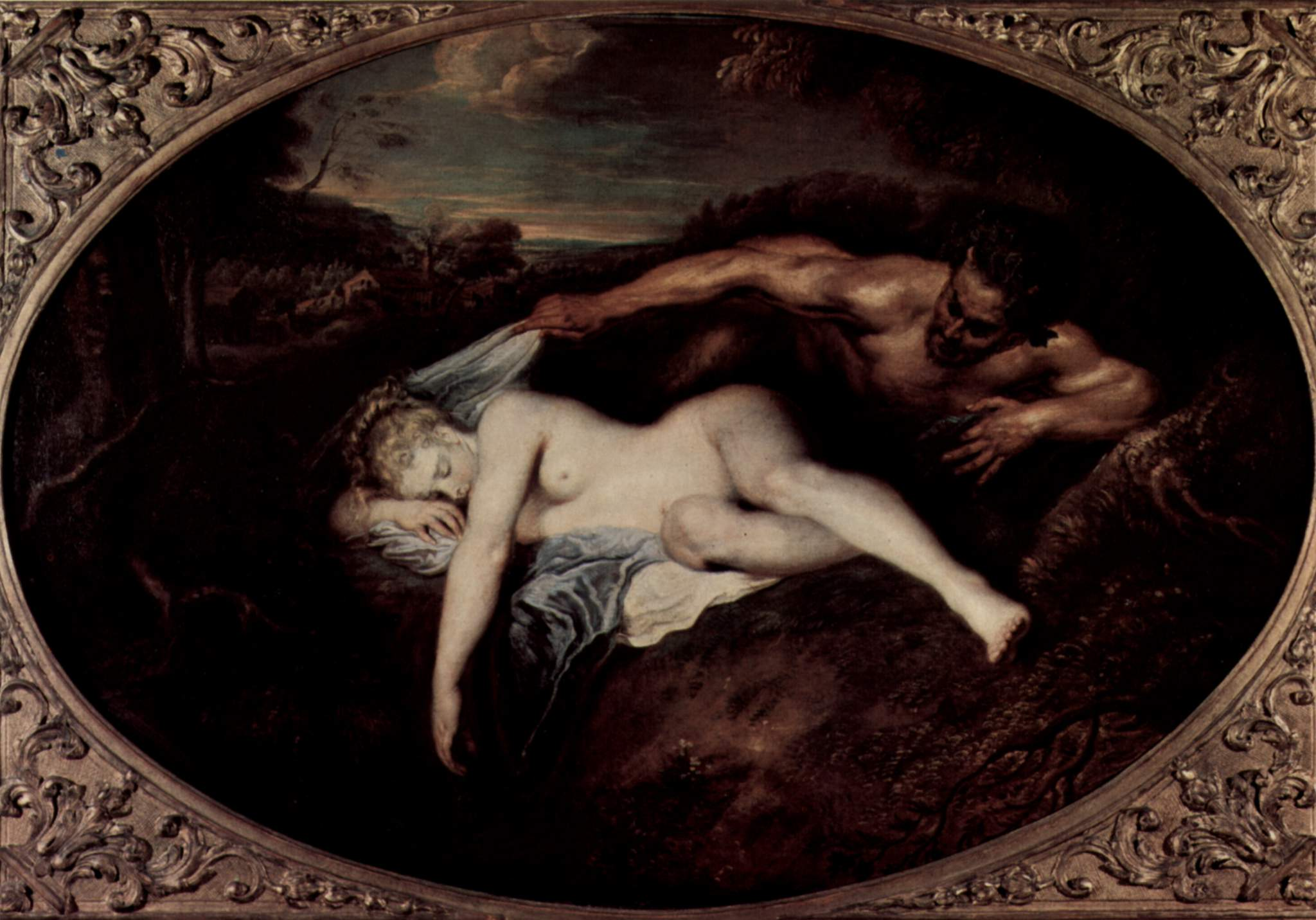
Antoine Watteau, Jupiter et Antiope, v. 1715, musée du Louvre

Dans la mythologie grecque, Antiope (en grec ancien Ἀντιόπη / Antiópê) est, selon Homère, la fille du dieu fleuve Asopos, et selon d'autres de Nyctée, roi de Thèbes.

## Mythe
D’une très grande beauté, Antiope est séduite par Zeus qui prit l’apparence d’un satyre (selon Ovide, dans ses Métamorphoses). Craignant le courroux paternel, Antiope s’enfuit et se réfugia à Sicyone, où elle fut recueillie par le roi Épopée, qui l’épousa. Désespéré, son père Nyctée se donna la mort, mais demanda à son frère Lycos de punir Antiope. Lycos mena à bien sa mission : après s’être emparé de Sicyone, il ramena sa nièce à Thèbes.
En chemin, naquirent des jumeaux : Amphion et Zéthos, que Lycos abandonna et qui furent recueillis par des bergers. À Thèbes, Lycos emprisonna Antiope ; elle dut subir pendant des années les mauvais traitements de Dircé, la femme de Lycos, qui était extrêmement jalouse d’elle. Un jour, Antiope parvint à s’échapper miraculeusement, et rejoignit ses fils devenus adultes.
Amphion et Zéthos vengèrent leur mère en tuant Lycos et Dircé, et montèrent sur le trône de Thèbes après avoir chassé le futur roi, Laïos. Mais Dionysos, ne voulant pas laisser ces meurtres impunis, frappa Antiope de folie. Cette dernière erra dans toute la Grèce avant de tomber sur Phocos, un des petits-fils de Sisyphe, qui la guérit et l’épousa.

## Évocations artistiques
Euripide compose au Ve siècle av. J.-C. une tragédie, Antiope, dont le texte n'est connu que par quelques fragments.
Le thème de la séduction d'Antiope a été illustré par de nombreux peintres, dont Ingres, Le Corrège, Antoine Watteau, Titien, etc.